# Backstreet's Back
Backstreet's Back é o segundo álbum de estúdio do grupo americanao Backstreet Boys, lançado em 12 de agosto de 1997 na Europa. Foi uma continuação do seu álbum de estreia internacional bem sucedido. Algumas canções deste álbum, e o lançamento prévio foram compilados em um segundo álbum autointitulado cujo lançamento coincidiu com este álbum.
O álbum vem com um conteúdo Enhanced CD. A primeira faixa gravada para este álbum foi uma cover de P.M. Dawn chamada "Set Adrift on Memory Bliss"; outra canção foi "If You Stay", que não está no álbum. Junto com a edição americana, este álbum vendeu 25 milhões de cópias mundialmente.

## Lista de faixas
| N.º            | Título                                                    | Letras                                      | Música                  | Duração |  |
| 1.             | "Everybody (Backstreet's Back)"                           | Denniz PoP, Max Martin                      | Denniz PoP, Martin      | 3:44    |  |
| 2.             | "As Long as You Love Me"                                  | Max Martin                                  | Martin, Kristian Lundin | 3:40    |  |
| 3.             | "All I Have to Give"                                      | Full Force                                  | Full Force              | 4:37    |  |
| 4.             | "That's the Way I Like It"                                | PoP, Martin, Herbert Crichlow               | Denniz PoP, Martin      | 3:40    |  |
| 5.             | "10,000 Promises"                                         | Martin                                      | Denniz PoP, Martin      | 4:00    |  |
| 6.             | "Like a Child"                                            | "Fitz" Gerald Scott                         | Scott                   | 5:05    |  |
| 7.             | "Hey, Mr. DJ (Keep Playin' This Song)"                    | Timmy Allen, Larry Campbell, Jolyon Skinner | Allen, Campbell         | 4:25    |  |
| 8.             | "Set Adrift on Memory Bliss"                              | Attrell Cordes, Gary Kemp                   | P.M. Dawn, Campbell     | 3:40    |  |
| 9.             | "That's What She Said"                                    | Brian Littrell                              | Mookie, Littrell        | 4:05    |  |
| 10.            | "If You Want It to Be Good Girl (Get Yourself a Bad Boy)" | Robert John "Mutt" Lange                    | Lange                   | 4:47    |  |
| 11.            | "If I Don't Have You"                                     | Gary Baker, Wayne Perry, Allen              | Allen, Campbell         | 4:35    |  |
| Duração total: | Duração total:                                            | Duração total:                              | Duração total:          | 46:18   |  |

Notas
- "Set Adrift on Memory Bliss" contém uma interpolação de "True" escrita por Gary Kemp e interpretada por Spandau Ballet; e uma amostra de "How High" escrita por Erick Sermon, Reggie Noble e Clifford Smith e apresentada por Method Man & Redman.

## Tabelas
| Tabela musical (1997–1998)            | Melhor posição |
| ------------------------------------- | -------------- |
| Austrália (ARIA)                      | 2              |
| Áustria (Ö3 Austria Top 40)           | 1              |
| Bélgica (Ultratop Flandres)           | 1              |
| Bélgica (Ultratop Valônia)            | 1              |
| Canadá (Billboard)                    | 1              |
| Danish Albums (Hitlisten)             | 1              |
| Países Baixos (Dutch Charts)          | 1              |
| European Albums (Billboard)           | 1              |
| Finlândia (Suomen virallinen lista)   | 1              |
| França (SNEP)                         | 22             |
| Alemanha (Offizielle Deutsche Charts) | 1              |
| Hungria (MAHASZ)                      | 1              |
| Icelandic Albums (Tonlist)            | 12             |
| Irish Albums (IRMA)                   | 5              |
| Italian Albums (FIMI)                 | 5              |
| Japão (Oricon)                        | 23             |
| Malaysian Albums (IFPI)               | 1              |
| Nova Zelândia (RMNZ)                  | 2              |
| Noruega (VG-lista)                    | 1              |
| Portugal (AFP)                        | 4              |
| Escócia (Official Scottish Albums)    | 7              |
| Spanish Albums (PROMUSICAE)           | 1              |
| Suécia (Sverigetopplistan)            | 1              |
| Suíça (Schweizer Hitparade)           | 1              |
| Taiwanese Albums (IFPI)               | 1              |
| Reino Unido (UK Albums Chart)         | 2              |
| Zimbabwean Albums (ZIMA)              | 8              |

| Tabela musical (1997)              | Posição |
| ---------------------------------- | ------- |
| Austrian Albums (Ö3 Austria)       | 5       |
| Belgian Albums (Ultratop Flanders) | 8       |
| Belgian Albums (Ultratop Wallonia) | 16      |
| Danish Albums (Hitlisten)          | 5       |
| Dutch Albums (MegaCharts)          | 19      |
| European Albums (Music & Media)    | 9       |
| German Albums (Offizielle Top 100) | 4       |
| New Zealand Albums (RMNZ)          | 46      |
| Swedish Albums (Sverigetopplistan) | 10      |
| Swiss Albums (Schweizer Hitparade) | 13      |
| UK Albums (OCC)                    | 12      |

| Tabela musical (1998)              | Posição |
| ---------------------------------- | ------- |
| Australian Albums (ARIA)           | 4       |
| Canada Top Albums/CDs (RPM)        | 8       |
| German Albums (Offizielle Top 100) | 43      |
| New Zealand Albums (RMNZ)          | 24      |
| Swedish Albums (Sverigetopplistan) | 69      |
| Swiss Albums (Schweizer Hitparade) | 50      |
| UK Albums (OCC)                    | 74      |

## Certificações
| País        | Associações  | Certificação | Vendas     |
| ----------- | ------------ | ------------ | ---------- |
| Argentina   | CAPIF        | 5× Platina   | 300,000+   |
| Australia   | ARIA         | 5× Platina   | 350,000+   |
| Austria     | IFPI         | Platina      | 50,000+    |
| Bélgica     | IFPI         | 2× Platina   | 100,000+   |
| Brasil      | ABPD         | 2× Platina   | 500,000+   |
| Canadá      | Music Canada | Diamante     | 1,048,000+ |
| Europa      | IFPI         | 5× Platina   | 5,000,000+ |
| Finlândia   | IFPI         | Platina      | 49,334     |
| França      | SNEP         | Ouro         | 100,000+   |
| Alemanha    | BVMI         | 2× Platina   | 1,000,000+ |
| Hong Kong   | IFPI         | Platina      | 20,000+    |
| México      | AMPF         | 1× Platina   | 350,000+   |
| Holanda     | IFPI         | 2× Platina   | 200,000+   |
| Polônia     | ZPAV         | Platina      | 100,000+   |
| Suécia      | IFPI         | 2× Platina   | 160,000+   |
| Suíça       | IFPI         | 2× Platina   | 100,000+   |
| Reino Unido | BPI          | 2× Platina   | 600,000+   |